# Acantholeria desrtorum
Acantholeria desrtorum är en tvåvingeart som beskrevs av Leander Czerny 1932. Acantholeria desrtorum ingår i släktet Acantholeria och familjen myllflugor. Inga underarter finns listade i Catalogue of Life.